# Пьотр Вандич
Пьотр Стефан Вандич (англ. Piotr Stefan Wandycz; 20 вересня 1923 — 29 липня 2017) — польсько-американський історик. Він також був президентом Польського інституту мистецтв і наук Америки та почесним професором Єльського університету, який спеціалізувався на історії Східної та Центральної Європи.

## Життєпис
Вандич народився в Кракові в 1923 році під час Другої Польської Республіки в родині Дам'яна і Стефанії (з Дуніковських) Вандичів і виріс у Львові. Вандич покинув країну під час Другої світової війни 17 вересня 1939 року, коли радянська армія вторглася в Східну Польщу. Він разом із родиною переїхав до Румунії, а в 1940 році поїхав до Франції. Закінчивши польський ліцей у Вільяр-де-Лан, навчався в Ґренобльському університеті (1941–42). Наприкінці 1942 року він дістався Сполученого Королівства, де служив у польській армії до 1945 року підпоручником. Після війни він навчався в Кембриджському університеті, де закінчив бакалаврат і магістратуру, а також у Лондонській школі економіки (доктор філософії, 1951). Пізніше він переїхав до Сполучених Штатів, де спершу викладав в Університеті Індіани, а пізніше, з 1966 року — в Єльському університеті на посаді доцента. У 1968 році він отримав звання повного професора, а в 1989 році був призначений професором Бредфорда Дарфі. У Єльському університеті він керував аспірантурою з російських і східноєвропейських досліджень та історії, був головою Ради з російських і східноєвропейських досліджень і директором Центру мов і регіонів. Він є автором 18 книг і понад 400 статей та рецензій на книги.
Пьотр Вандич був членом Польської академії наук, Польського інституту мистецтв і наук Америки, Польської академії знань та почесним членом Польської історичної асоціації. Його численні інші нагороди включали Командорський хрест Ордена Відродження Польщі та почесні ступені Вроцлавського університету, Сорбонни, Ягеллонського університету та Люблінського католицького університету. Помер 29 липня 2017 р..

## Праці
Пьотр Вандич був відомим авторитетом в історії Східної та Центральної Європи. Його численні книжки включають «Франція та її східні союзники, 1919—1925», яка в 1962 році отримала премію Джорджа Луїса Біра від Американської історичної асоціації; Сутінки французьких східних альянсів, 1926—1936, яка отримала премію Вейна С. Вучініча Американської асоціації сприяння славістичним дослідженням; і «Ціна свободи: історія Центрально-Східної Європи від Середньовіччя до сьогодення» (перекладена українською), яка була вибраною в 1992 році History Book Club.

## Подальше читання
M.B.B. Biskupski (Co-authored with Neal Pease and Anna Cienciała), «Piotr S. Wandycz — pionier badań w Ameryce nad dziejami Polski i Europy Środkowo-Wschodniej» («Piotr S. Wandycz: A Pioneer in Research in America Concerning Poland and East Central Europe»), in Studia z Dziejów Rosji i Europy środkowo-wschodniej, 30 (1995), pp. 5–13.